# Miiverse
Miiverse (acrónimo de Mii Universe) fue un sistema de comunicación o red social creada por Nintendo, que permitía a los jugadores interactuar y compartir sus experiencias y opiniones por medio de los Miis. El servicio estuvo disponible para la consola Wii U y Nintendo 3DS a través de Nintendo Network hasta el 7 de noviembre de 2017.

## Historia
El 3 de junio de 2012, en la presentación bimensual: Nintendo Direct, de Nintendo, previo al Electronic Entertainment Expo 2012, Satoru Iwata dio a conocer las características de la nueva consola, así como nuevos servicios y nuevos controles. En el video, Iwata habló sobre el servicio llamado Miiverse, una red social que permitiría a los jugadores interactuar de manera más profunda con amigos y otros videojugadores del mundo; y que sería incluido como parte del sistema operativo del Wii U.
El 5 de junio de 2012, se presentó oficialmente el servicio Miiverse, durante la conferencia de Nintendo en el E3 2012, anunciándose que sería una evolución de la Plaza Mii pero orientada a la interacción social de los videojugadores alrededor del mundo, concepto que ha sido llamado Plaza WaraWara, expresión en japonés que hace referencia a una gran reunión de personas. También se mencionó que los comentarios serían moderados por Nintendo para evitar el uso de malas palabras así como spoilers.

## Características
- Conectarse con otros jugadores a través de los Miis
- Publicar el estado de ánimo.
- Chatear, mandar mensajes, videos y capturas de pantalla a amigos.
- Mensajes escritos y dibujados.
- Compartir logros y avances en los videojuegos.

## Disponibilidad
Aunque en su lanzamiento solo se podía acceder desde la Wii U, desde el 25 de abril de 2013 ya existía una Beta para navegadores que, aunque no con todas las características disponibles en Wii U, podía usarse desde cualquier PC, Teléfono inteligente o tablet. Satoru Iwata mencionó que esta plataforma social se encontraría disponible por completo para estas plataformas, se lanzaría una App para Teléfonos inteligentes y tabletas, y sería integrada en la consola portátil Nintendo 3DS en diciembre, así lo anunció Satoru Iwata en el Nintendo Direct del 13-11-13.
En el Nintendo Direct del 13 de noviembre de 2013 se anunció oficialmente el lanzamiento de Miiverse para la consola Nintendo 3DS. Finalmente el 10 de diciembre de 2013, la aplicación salió para la consola mediante una actualización. Esta no incorpora las peticiones de amistad.

## Cierre del servicio
Desde el 8 de noviembre de 2017 ya no se puede acceder al servicio Miiverse y Wii U Chat.